# Vodokáš
Vodokáš este o arie protejată (arie specială de conservare — SAC, sit de importanță comunitară — SCI) din Slovacia întinsă pe o suprafață de 137,22 ha, integral pe uscat.

## Localizare
Centrul sitului Vodokáš este situat la coordonatele 48°12′24″N 20°00′29″E / 48.206667°N 20.008056°E.

## Înființare
Situl Vodokáš a fost declarat sit de importanță comunitară în aprilie 2004 pentru a proteja 4 specii de animale. Situl a fost protejat și ca arie specială de conservare în martie 2004.

## Biodiversitate
Situată în ecoregiunea panonică, aria protejată nu include niciun habitat protejat.
La baza desemnării sitului se află mai multe specii protejate:
- păsări (1): presură sură (Emberiza calandra)
- mamifere (1): popândău (Spermophilus citellus)
- nevertebrate (2): rădașcă (Lucanus cervus), fluturele purpuriu (Lycaena dispar)

Pe lângă speciile protejate, pe teritoriul sitului au mai fost identificate 2 specii de amfibieni, 1 specie de mamifere, 3 specii de reptile.